# 杰拉尔德·廷克
杰拉尔德·廷克（英語：Gerald Tinker，1951年1月19日—），美国男子田径运动员，主攻短跑。他曾代表美国参加1972年夏季奥林匹克运动会田径比赛，获得男子4×100米接力金牌。